# Chevrolet HHR
La HHR è un'autovettura compact prodotta dalla Chevrolet dal 2006 al 2011. Il nome è sigla di Heritage High Roof.

## Il contesto
Il modello venne offerto solo in versione familiare e furgonetta, entrambe a quattro porte. Progettata dal designer Bryan Nesbitt, la linea della HHR aveva uno stile decisamente rétro. Questo stile, in precedenza, era già stato ripreso dalla Chrysler PT Cruiser. La HHR è stata presentata al pubblico al salone dell'automobile di Los Angeles del 2005, ed è stata commercializzata a partire dal model year 2006.
Più piccola della Equinox, la HHR condivideva il pianale Delta della General Motors con la Chevrolet Cobalt, la Pontiac G5, la Saturn Ion, e la Saturn Astra. In Messico, è stata venduta insieme alla Chevrolet Zafira, che era una monovolume di origine Opel.
Il modello aveva il motore installato anteriormente e la trazione all’avantreno.

## Il design

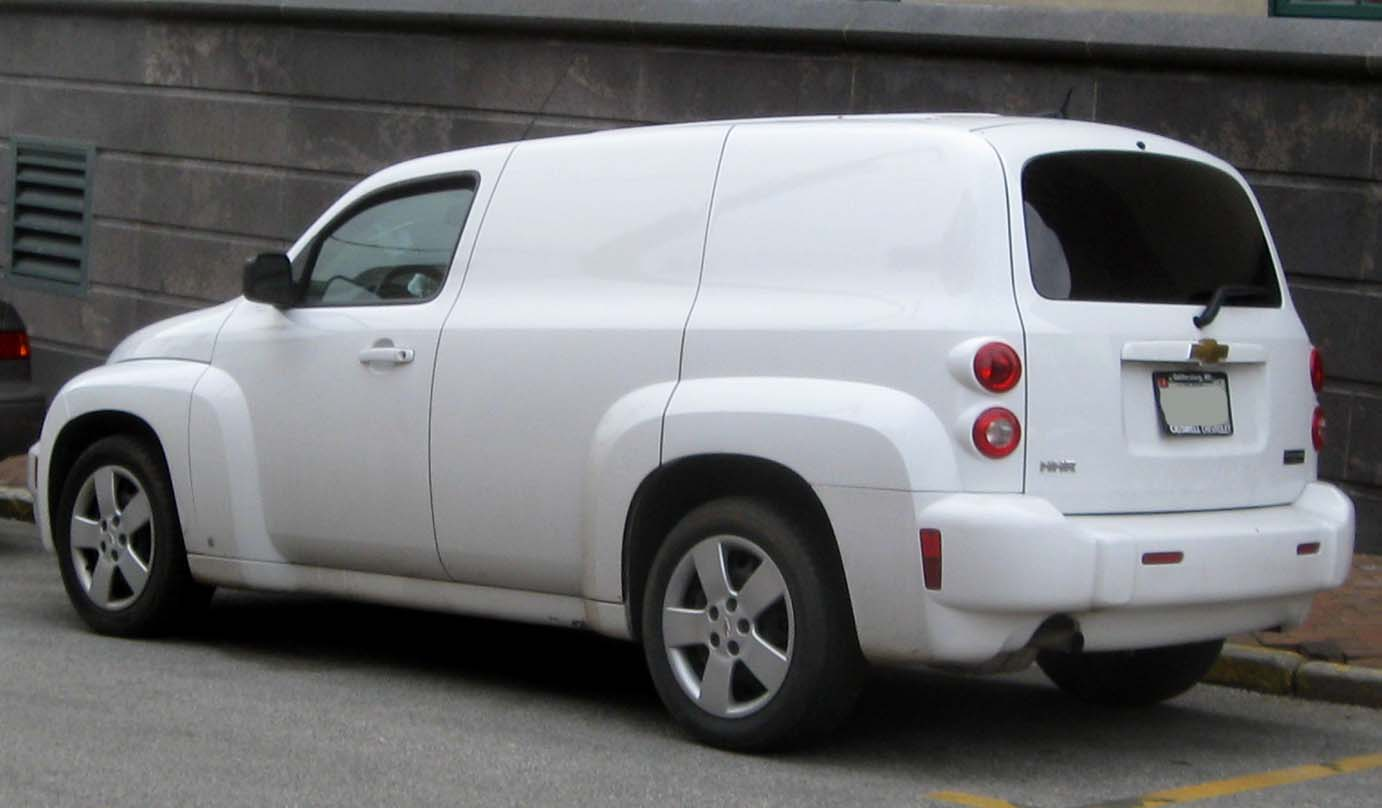
Una Chevrolet HHR furgonetta

Il design della HHR è stato ispirato dalla linea dei modelli Chevrolet della metà degli anni quaranta, in particolar modo dalla Chevrolet Advance Design Suburban. La HHR infatti possedeva infatti dei grandi e squadrati parafanghi su cui erano installati i fanali anteriori, e una calandra ovale. Il design fu opera di Bryan Nesbitt, che fu impiegato precedentemente alla Chrysler, dove disegnò la Chrysler PT Cruiser. Nesbitt fu poi assunto dalla General Motors come responsabile del design alla Chevrolet.
La HHR possedeva una capacità di carico di 1,780 m³. Tutti i modelli avevano un piano di carico piatto (la versione per il trasporto passeggeri aveva un sedile posteriore abbattibile e frazionabile 60/40), e un sedile anteriore lato passeggero abbattibile a scomparsa nel pavimento.
Per il model year 2007, erano disponibili quattro allestimenti, LS, LT, 2LT e Special Edition. Una versione furgonetta fu offerta a partire dal 2007 solo con l'allestimento LT. Dal 2008, fu disponibile con tutti i tipi di allestimento.

## Vendite e assemblaggio
La HHR è stata assemblata a Ramos Arizpe, in Messico, ed era disponibile nei concessionari del Nordamerica e, parzialmente, in Europa. La HHR è stata anche esportata in Giappone tramite la sezione automobilistica della Mitsui. La HHR è stata disponibile in Messico dal 2006 al 2009, dove è stata ritirata anticipatamente a causa delle basse vendite.

## La versione SS Turbocharged

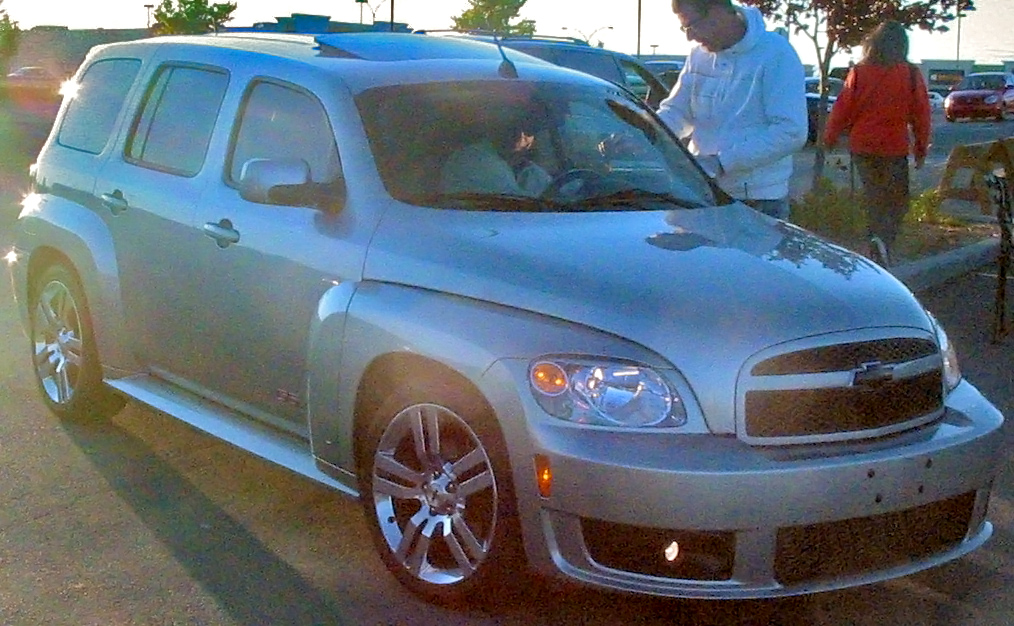
Una Chevrolet HHR SS

Nell'ottobre del 2006, Cheryl Catton, direttore del marketing della Chevrolet, confermò che sarebbe stata costruita una versione sportiva della HHR. In questa occasione, il manager dichiarò che veicolo avrebbe dovuto essere commercializzato con la sigla "SS" nel nome, e con il motore sovralimentato Ecotec LNF, che era già installato sulla Pontiac Solstice GXP e sulla Saturn Sky Red Line.

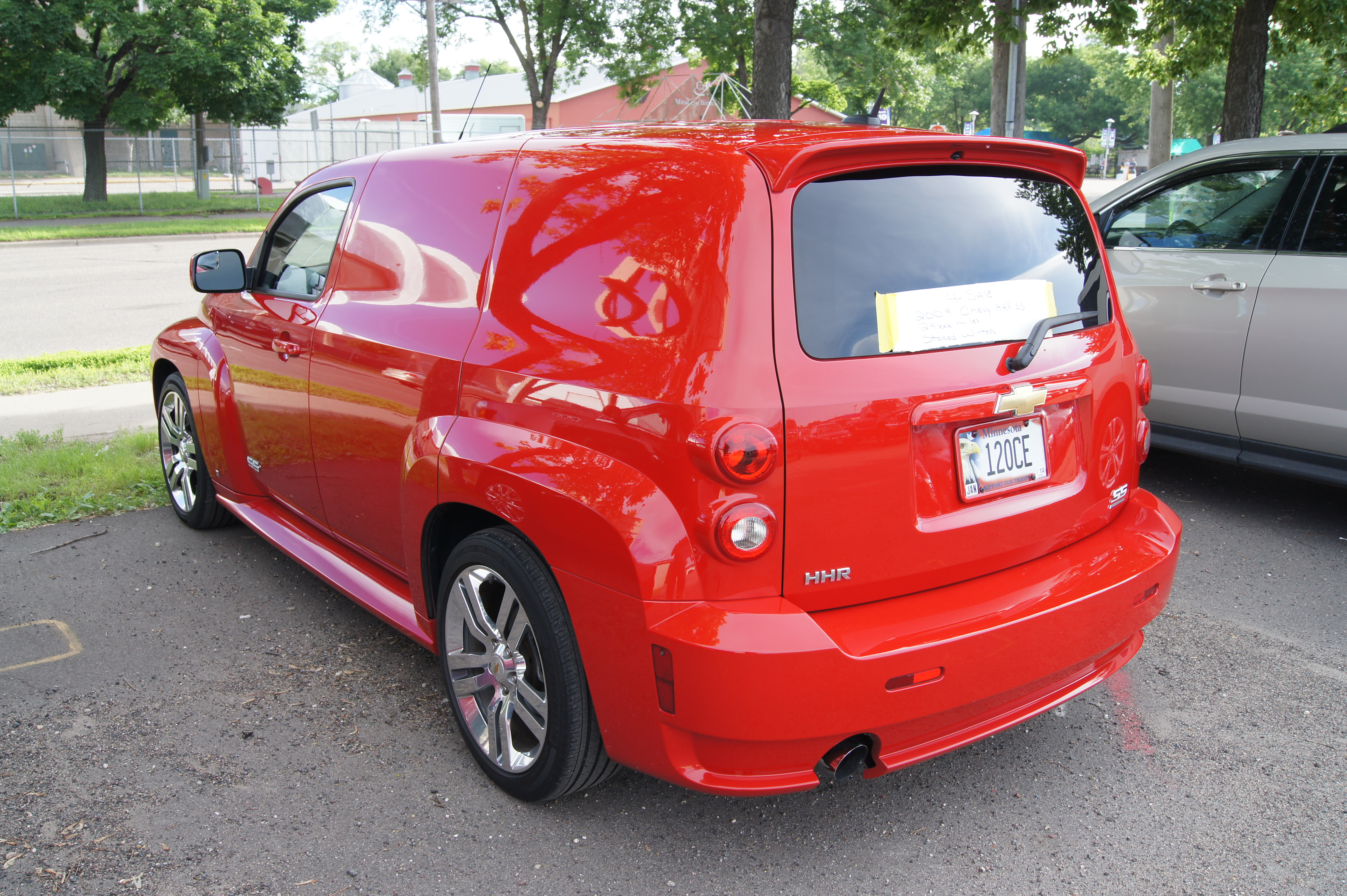
Una Chevrolet HHR SS Panel

Il 16 agosto 2007 la Chevrolet presentò questa nuova versione al pubblico al Woodward Dream Cruise di Birmingham, nel Michigan. Il modello cominciò a essere prodotto nell'anno citato per il model year 2008. Il nome scelto fu SS Turbocharged. Il motore installato fu quello che venne preannunciato, vale a dire l’Ecotec LNF da 2 L a quattro cilindri in linea sovralimentato con intercooler, che erogava 260 CV di potenza (235 CV se era accoppiato all'opzionale cambio automatico a quattro rapporti). Il modello aveva in dotazione delle sospensioni di tipo corsaiolo ad alte prestazioni, un cambio manuale a cinque velocità con leva a corsa accorciata, freni a disco sulle quattro ruote con ABS, una parte anteriore e posteriore della carrozzeria personalizzati, una calandra dalla linea aggressiva, uno spoiler sul portellone posteriore, una strumentazione aggiuntiva montata sul montante anteriore, un volante foderato in pelle con installati i controlli del sistema audio, e delle specifiche ruote da 18 pollici in alluminio.
Collegata a questa versione sportiva fu la concept car HHR SS Panel Concept, che venne presentata al pubblico il 30 ottobre 2007 al SEMA. Questo modello entrò poi in produzione per il model year 2009.
La versione SS fu rimossa dal mercato dopo il model year 2010 a causa della decisione della General Motors di chiudere la sezione HPVO (acronimo di High Performance Vehicle Operations, cioè la sezione del gruppo che si occupava di veicoli ad alte prestazioni). Inoltre, il Gruppo GM rimosse tutti i loghi General Motors dalle portiere anteriori per il model year 2010.

## La fine della produzione
L'ultima HHR è stata assemblata nel maggio del 2011, ed è stata commercializzata nei punti vendita sparsi per il Nordamerica fino all'ottobre 2011 (fino a esaurimento scorte). Il modello è stato sostituito dalla Chevrolet Orlando in Canada e in Europa, e dalla Chevrolet Captiva Sport negli Stati Uniti. Quest'ultima era un modello ottenuto tramite badge engineering dalla Opel Antara. Comunque, la Captiva Sport è stata disponibile solo come auto aziendale, e non fu offerta al pubblico.

## Motorizzazione
| Anno | Versione | Motore                                                      | Potenza | Coppia  |
| ---- | -------- | ----------------------------------------------------------- | ------- | ------- |
| 2006 | LS/LT    | Ecotec L61 quattro cilindri in linea da 2,2 L di cilindrata | 143 CV  | 200 N•m |
| 2006 | LT/2LT   | Ecotec LE5 quattro cilindri in linea da 2,4 L               | 172 CV  | 220 N•m |
| 2007 | LS/LT    | Ecotec L61 quattro cilindri in linea da 2,2 L               | 149 CV  | 206 N•m |
| 2007 | LS/2LT   | Ecotec LE5 quattro cilindri in linea da 2,4 L               | 175 CV  | 224 N•m |
| 2008 | LS/LT    | Ecotec L61 quattro cilindri in linea da 2,2 L               | 149 CV  | 206 N•m |
| 2008 | LT/2LT   | Ecotec LE5 quattro cilindri in linea da 2,4 L               | 172 CV  | 226 N•m |
| 2008 | SS       | Ecotec LNF quattro cilindri in linea sovralimentato da 2 L  | 260 CV  | 353 N•m |
| 2009 | LS/LT    | Ecotec L61 quattro cilindri in linea da 2,2 L               | 149 CV  | 206 N•m |
| 2009 | LT/2LT   | Ecotec LE5 quattro cilindri in linea da 2,4 L               | 172 CV  | 226 N•m |
| 2009 | SS       | Ecotec LNF quattro cilindri in linea sovralimentato da 2 L  | 260 CV  | 353 N•m |
| 2010 | LS/LT    | Ecotec L61 quattro cilindri in linea da 2,2 L               | 149 CV  | 206 N•m |
| 2010 | LT/2LT   | Ecotec LE5 quattro cilindri in linea da 2,4 L               | 172 CV  | 226 N•m |
| 2010 | SS       | Ecotec LNF quattro cilindri in linea sovralimentato da 2 L  | 260 CV  | 353 N•m |
| 2011 | LS/LT    | Ecotec L61 quattro cilindri in linea da 2,2 L               | 149 CV  | 206 N•m |
| 2011 | LT/2LT   | Ecotec LE5 quattro cilindri in linea da 2,4 L               | 172 CV  | 226 N•m |

## Trasmissioni
I cambi disponibili furono:

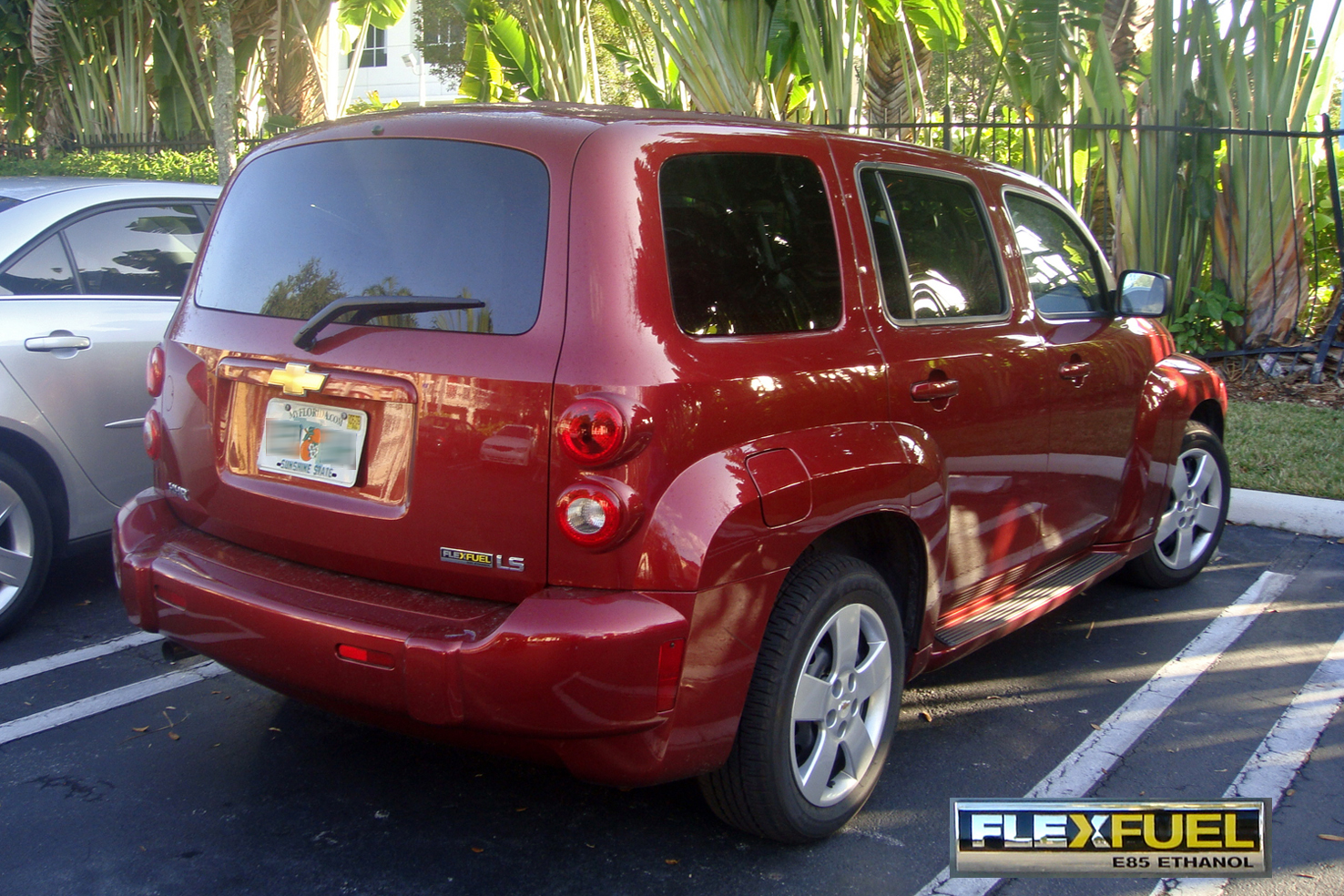
Una Chevrolet HHR LS FlexFuel E85

- F35 (MU3) manuale a cinque rapporti;
- Getrag F23 manuale a cinque rapporti;
- 4T45 automatico a quattro rapporti.

## La sicurezza
L'Insurance Institute for Highway Safety provò un esemplare di Chevrolet HHR, che ricevette il giudizio di "buono" nel crash test frontale, ed una valutazione "accettabile" negli urti laterali su modelli equipaggiati con airbag laterali a tendina. Questi ultimi furono montati di serie dal 2008. Comunque, gli airbag laterali per il torso non furono mai disponibili.